# دالة الخسارة
دالة الخسارة أو دالة الكلفة في الاستمثال الرياضي ونظرية القرار هي دالة تُعيّن حدثًا أو قيمًا لمتغير واحد أو أكثر على عدد حقيقي يمثل حدسيًا بعض «الكلفة» المرتبطة بالحدث. تسعى مسألة الاستمثال إلى تقليل دالة الخسارة.